# Gulang
Gulang is een bestuurslaag in het regentschap Kudus van de provincie Midden-Java, Indonesië. Gulang telt 6495 inwoners (volkstelling 2010).